# Campanula hystricula
Campanula hystricula är en klockväxtart som beskrevs av Carlos Pau. Campanula hystricula ingår i släktet blåklockor, och familjen klockväxter. Inga underarter finns listade i Catalogue of Life.